# فضيحة الدوري الألماني (1971)
تشير فضيحة الدوري الألماني (بالألمانية: der Bundesliga-Skandal) إلى التلاعب الخبيث بهدف الربح في مباريات بطولة الدوري الألماني 1970–71.

## التاريخ
كشف عن التلاعب بالمباريات عندما قدم رئيس نادي كيكرز أوفنباخ هورست جريجوريو كانيلاس شريط صوتي لمسؤولي الاتحاد الألماني لكرة القدم وعدد قليل من الصحفيين في حفلة عيد ميلاده الخمسين في الحديقة. في هذا الشريط يمكن سماع العديد من اللاعبين بما في ذلك اللاعبان الدوليان الألمانيان بيرنت باتسكه ومانفريد مانغليتس يعرضون تقديم رشوة لمساعدة أوفنباخ على تجنب الهبوط.
اكتشف المدعي العام للاتحاد الألماني لكرة القدم هانز كيندرمان من بين أمور أخرى أن مباراة 17 أبريل 1971 بين شالكه 04 وأرمينيا بيليفيلد التي انتهت بنتيجة 0-1 قد «تم بيعها» (أو طرحها) من قبل لاعبي شالكه ومجلس الإدارة. بعد ذلك تم حظر العديد من لاعبي شالكه لفترات طويلة في حين تم فرض عقوب الإيقاف مدى الحياة لعدة حالات.
ادعى اللاعبون براءتهم بل وأقسموا على ذلك ولكن في النهاية ثبت أن القسم كاذب. خصوم شالكه وخاصة من منطقة الرور ما زالوا يشيرون أحيانا إلى شالكه باسم (بالألمانية: FC Meineid) (تعني بالعربية «نادي الحنث بالقسم»).
تمت معاقبة 52 لاعبا ومدربين اثنين وستة من موظفي الأندية. أيضا تم إلغاء رخصة أرمينيا بيليفيلد وكيكرز أوفنباخ للمشاركة في الدوري الألماني. كان كيكرز أوفنباخ سيهبط بسبب نتائج مبارياته على أي حال على الرغم من المباريات التي تم التلاعب بها لكن أرمينيا بيليفيلد كان سيلعب في الموسم القادم. في النهاية كان على أرمينيا بيليفيلد أن يلعب جميع المباريات الأربعة والثلاثين لموسم الدوري الألماني 1971–72 لكنه سيهبط بعد الموسم بصرف النظر عن نتائجه.

## المباريات التي تم التلاعب بها
- 17 أبريل 1971: شالكه 04 ضد أرمينيا بيليفيلد 0-1
- 5 مايو 1971: كولن ضد روت فايس إيسن 2-3
- 8 مايو 1971: كيكرز أوفنباخ ضد روت فايس أوبرهاوزن 2-3
- 22 مايو 1971: كولن ضد روت فايس أوبرهاوزن 2-4، دويسبورغ ضد أرمينيا بيليفيلد 4-1
- 29 مايو 1971: أرمينيا بيليفيلد ضد شتوتغارت 1-0، كيكرز أوفنباخ × آينتراخت فرانكفورت 0-2
- 5 يونيو 1971: آينتراخت براونشفايغ ضد روت فايس أوبرهاوزن 1–1*، هرتا برلين ضد أرمينيا بيليفيلد 0-1، كولن ضد كيكرز أوفنباخ 4-2

*بالمعنى الدقيق للكلمة لم يتم التلاعب بالمباراة لكن لاعبي آينتراخت براونشفايغ حصلوا على وعود ومنحهم طرف ثالث مكافأة إضافية للفوز بهذه المباراة وهو أمر غير قانوني.

## معاقبة المشاركين

### اللاعبين
- هرتا برلين: تاسو وايلد، بيرنت باتسكه، يورغن رومور، فاسيلي غيرغلي، فولكمار جروس، بيتر إندرز، وولفغانغ جاير، أرنو ستيفنهاغن، كارل هاينز فيرشل، هانز يورغن سبيرليش، فرانز برونجس، يورغن ويبر، مايكل كيلنر، أوي ويت، وزولتان فارغا.
- شتوتغارت: هانس أرنولد، هارتموت فايس، وهانس إيسيل.
- شالكه 04: كلاوس فيشتل، هانز يورغن فيتكامب، رولف روسمان، هربرت لوتكيبوميرت، مانفريد بولشميت، هانز بيركنر، يورغن سوبيراي، كلاوس فيشر، راينهارت ليبودا، ديتر بوردينسكي، كلاوس سنجر، هورنار جالبير.
- أرمينيا بيليفيلد: فالديمار سلومياني، يورغن نيومان.
- دويسبورغ: فولكر دانر، جيرهارد كينشكي.
- آينتراخت براونشفايغ: لوثار أولسايس، هورست فولتر، فولفغانغ غجيب، بيتر كاك، فرانز ميركوفر، بيرند غيرسدورف، كلاوس جيروين، راينر سكروتزكي، إبرهارد هاون، جارو ديب، ديتمار إيرلر، فريدهيلم هايبرمان، يواكيم باسي، ومايكلهارد هايبيرمان، يواكيم باسي، ومايكل هابرمان.

### المدربين
- روت فايس أوبرهاوزن: إيغون بيتشاكزيك، غونتر بروكر.

### مسؤولو النادي
- روت فايس أوبرهاوزن: بيتر ماسن
- هيرتا برلين: فولفجانج هولست
- كيكرز أوفنباخ: هورست جريجوريو كانيلاس، فريدريش مان، فريتز كوخ، فالديمار كلاين.